# 薩帕良瓦爾米山
12°19′09″S 75°41′36″W / 12.31917°S 75.69333°W
薩帕良瓦爾米山（Sapallan Warmi），是秘魯的山峰，位於該國中南部利馬大區，由堯約斯省的阿利斯區負責管轄，屬於秘魯中部山脈的一部分，海拔高度4,800米。